# Richard Whitcomb
Pour les articles homonymes, voir Whitcomb.
 (octobre 2018).
Richard T. Whitcomb, né le 21 février 1921 à Evanston (Illinois), mort le 13 octobre 2009 à Newport News (Virginie), est un ingénieur aéronautique américain qui a travaillé au sein du Langley Laboratory du NACA (devenu la NASA).
Il est connu en particulier pour ses travaux sur la loi des aires, les profils supercritiques et les winglets.

## Loi des aires
Dans les années 1950, Whitcomb établit la loi des aires ou « area rule », qui indique la nécessité de considérer la combinaison aile-fuselage comme un tout aérodynamique. Pour obtenir la traînée minimale en écoulement transsonique la courbe des aires, c'est-à-dire la distribution longitudinale des sections transversales totales (ailes + fuselage) doit présenter une courbe régulière. L'impact de ce concept a été immédiat.
Taille de guêpe. Au printemps 1952, les résultats des essais en soufflerie du prototype F102 de Convair ont montré que cet appareil, chasseur à aile delta conçu pour des vitesses supersoniques, ne pourra pas atteindre Mach 1 en vol horizontal avec le moteur prévu. La résiliation des contrats passés avec l'USAF paraît inévitable…
À la même époque, les bureaux d'études de Convair à San Diego reçoivent un rapport de recherche du NACA exposant les principes d'une nouvelle méthode permettant de réduire la traînée dans le domaine transsonique : en pratiquant un étranglement du fuselage à la hauteur de l'aile, il est possible de réduire de plus de 50 % la traînée engendrée par les ondes de choc au voisinage de la vitesse du son. Il en résulte la possibilité d'une vitesse supérieure pour une même poussée.
Les ingénieurs de Convair lancèrent la fabrication d'un nouveau fuselage modifié conformément au rapport du NACA, présentant un étranglement en taille de guêpe au niveau de l'aile et des renflements arrières. La nouvelle version fut achevée un an plus tard. En décembre 1954 le prototype démarrait ses vols d'essais qui devaient être décisifs. Après une montée jusqu'à 10 000 mètres d'altitude le pilote rétablit l'appareil en palier et le Convair passa le mur du son sans difficultés.
Les détails de l'avancée aérodynamique grâce à laquelle le F 102 a pu franchir le mur du son ont été révélés au public en 1955. L'essentiel de ce rapport était cependant connu des spécialistes depuis quelque temps sous le nom de area rule. Ce nouveau principe a été appliqué alors à la conception de nouveaux avions supersoniques, tels que le chasseur embarqué Grumman F-11 et le Chance Vought F8. De l'avis du NACA, la découverte de la loi des aires est un des plus grands progrès enregistrés au cours de ces années.

## Profils supercritiques
Dans les années 1960, accompagnant l'essor des avions de ligne à réaction, Whitcomb développa le concept des voilures supercritiques, capables de voler en croisière à Mach plus élevé, plus proche du « mur du son » mais non supersonique. La distribution des pressions le long de ces voilures est étudiée pour augmenter le Mach de « divergence de traînée » (la vitesse à partir de laquelle la traînée augmente fortement).

## Profils GA (General Aviation)
Toujours à Langley, pour la NASA, Whitcomb a donné son nom (W) à des profils pour avions légers et avions d'affaires (General Aviation): GA(W)-1 et GA(W)-2, renommés ensuite LS(1)-0417 et LS(1)-0413, avec LS pour Low Speed.

## Winglets
Dans les années 1970, Whitcomb a développé le concept des winglets, surfaces sensiblement verticales installés en bout d'aile pour augmenter l'allongement effectif en récupérant une partie de l'énergie des tourbillons marginaux. Les winglets augmentent la finesse aérodynamique de l'aile et sont installés fréquemment sur les avions de ligne pour réduire la consommation de carburant. On les rencontre sur des avions légers de type canard comme les VariEze (depuis 1975) et les Long EZ, sur des planeurs, sur des avions d'affaires (Gates Learjet en 1977) et sur de nombreux avions de ligne (dont le Boeing 747-400 depuis 1988).

## Sources
- Interavia et WP US[Quoi ?]